# 6月7日 (旧暦)
旧暦6月7日（きゅうれきろくがつなのか）は旧暦6月の7日目である。六曜は赤口である。

## できごと
- 崇峻天皇元年（ユリウス暦587年7月17日） - 蘇我馬子と物部守屋が、皇位を狙う穴穂部皇子を暗殺
- 明応9年（ユリウス暦1500年7月3日） - 応仁の乱で中断していた祇園会の山鉾巡行が33年ぶりに復活
- 慶応2年（グレゴリオ暦1866年7月18日） - 幕府艦隊が屋代島（周防大島）を砲撃、第二次長州征討（四境戦争）始まる

## 誕生日
- 長徳2年（ユリウス暦996年6月25日） - 藤原教通、関白（+ 1075年）
- 文化12年（グレゴリオ暦1815年7月13日） - 梅田雲浜、儒学者（+ 1859年）
- 万延元年（グレゴリオ暦1860年7月24日） - 梅謙次郎、法学者（+ 1910年）

## 忌日
- 用明天皇2年（ユリウス暦587年7月17日） - 穴穂部皇子、欽明天皇の皇子
- 天平宝字4年（ユリウス暦760年7月23日） - 光明皇后、聖武天皇の皇后（* 701年）
- 元和2年（グレゴリオ暦1616年7月20日） - 本多正信、徳川家康の重臣（* 1538年）
- 天明6年　（グレゴリオ暦1786年7月2日） - 中川淳庵、蘭学者（* 1739年）

## 記念日・年中行事
- ニンニク祭り（一ノ矢八坂神社祇園祭） - 茨城県つくば市[1][2]